# General Base
Thomas Kukula (né le 6 octobre 1965 à Düsseldorf), également connu sous les pseudonymes de General Base, Candy Beat, T.H.K. ou Red 5, est un producteur et disc jockey allemand de musique trance et eurodance des années 1990.
Peu après avoir débuté sa carrière de disc jockey dans sa ville natale de Düsseldorf en 1986, il commence à produire sa propre musique et entame son premier projet, General Base. Il sortira sous ce pseudonyme son premier single, Mein Gott, es ist voller Sterne, en 1991. Son premier album, First, sortira en 1992 et atteindra la 82e position sur la Media Control Charts allemande en 1993. Cet album sortira en version remixée en 1994 avec l'ajout de la version de la pièce Poison avec Claudja Barry et la chanson Base Of Love. Les pièces I See You et On And On, qui connaîtront une certaine popularité, suivront respectivement en 1995 et 1997. 
En parallèle, il sortira des pièces sous les noms de Candy Beat et de T.H.K. qui ne rencontreront pas le succès de General Base. En 1998, Kukula débutera son nouveau projet Red 5 qui lui permettra de se tailler une place au classement musical allemand avec les morceaux Da Beat Goes, I Love You Stop...!, For This World et Lift Me Up. 
Kukula aura également remixé des pièces de Moby, Bass Bumpers, Maxx, The Good Men, Sequential One, Sheeva et United DJs.

## Discographie

### Albums
- First (1992)

### Singles
- Base Of Love (1994)
- I See You (1995)
- On And On (1997)